# Vlag van Borne

Vlag van de gemeente Borne

De vlag van Borne is op 28 maart 1957  vastgesteld als de officiële vlag van de Overijsselse gemeente Borne. De beschrijving luidt als volgt:
Drie banen van blauw en geel waarvan de hoogten zich verhouden als 2:1:2.
De vlag bestaat uit een blauwe achtergrond met een smalle gele baan door het midden. De kleuren zijn afgeleid van het wapen van Borne.

## Verwante afbeelding

Wapen van Borne

Almelo 
· Borne 
· Dalfsen 
· Deventer 
· Dinkelland 
· Enschede 
· Haaksbergen 
· Hardenberg 
· Hellendoorn 
· Hengelo 
· Hof van Twente 
· Kampen 
· Losser 
· Oldenzaal 
· Olst-Wijhe 
· Ommen 
· Raalte 
· Rijssen-Holten 
· Staphorst 
· Steenwijkerland 
· Tubbergen 
· Twenterand 
· Wierden 
· Zwartewaterland 
· Zwolle